# Bateria Għallis
Bateria Għallis (malt. Batterija tal-Għallis, ang. Għallis Battery), znana też jako Bateria Pondéves (ang. Pondéves Battery) była to bateria artyleryjska w Magħtab, części Naxxar na Malcie. Została zbudowana w latach 1715–1716 przez Zakon św. Jana, jako jedna z serii nadbrzeżnych fortyfikacji dokoła Wysp Maltańskich. Bateria w znacznej części została zburzona, lecz niektóre jej pozostałości są ciągle widoczne.

## Historia
Bateria Għallis została zbudowana w latach 1715–1716 jako część pierwszego programu budowy nadbrzeżnych fortyfikacji na Malcie. Najbliższymi fortyfikacjami do baterii były: wieża Għallis na zachodzie oraz reduta Qalet Marku na południowym wschodzie (dziś zburzona).
Bateria posiadała półokrągłą platformę artyleryjską. Miała być otoczona rowem obronnym, lecz został on tylko częściowo wykonany i nigdy go nie ukończono.
W czasie II wojny światowej, na pozostałościach blokhauzu zbudowano podstawę stanowiska działa, prawdopodobnie pod niewielką armatę polową.

## Współcześnie
Do dzisiaj przetrwało bardzo mało pozostałości z baterii. Ciągle istnieje część ściany blokhauzu, częściowo wykopany rów obronny, a także widoczny jest ogólny zarys fundamentów baterii.
Bateria Għallis wpisana jest na listę National Inventory of the Cultural Property of the Maltese Islands pod nr 1380.